# ادعاء المتهم (مسرحية)
ادعاء المتهم (بالإنجليزية: Alibi) هي مسرحية لعام 1928 استناداً إلى رواية الكاتبة البريطانية أجاثا كريستي "الجريمة؛ مقتل روجر أكرويد"، تم العرض في مسرح أمير ويلز في لندن 15 مايو عام 1928 وقد أخرج هذه المسرحية تشارلز لوتون.

## بطولة
- تشارلز لوتون بدور هيركيول بوارو
- السيدة بيربوهم تري (هيلين مود هولت) بدور السيدة أكرويد
- جين ويلز بدور فلورا أكرويد
- هنري دانييل بدور باركر
- باسل لودر بدور الرائد بلانت
- إيريس نويل بدور أورسولا بورن
- هنري فوربس-روبرتسون بدور جيفري ريمون
- جيليان لند بدور كاريل شيبارد
- جي إتش روبرتس بدور الطبيب شيبارد
- سيريل ناش بدور رالف باتون
- نورمان في نورمان بدور السير روجر أكرويد
- جون داروين بدور المفتش ديفيز
- جي سميث رايت بدور السيد هاموند
- كونستانس أندرسون بدور مارغو